# 索菲·夏洛特 (布蘭登堡-拜律特)
索菲·夏洛特（德語：Sophie Charlotte，1713年7月27日—1747年3月2日），薩克森-魏瑪-艾森納赫公爵夫人，拜律特藩侯格奧爾格·腓特烈·卡爾的女兒。

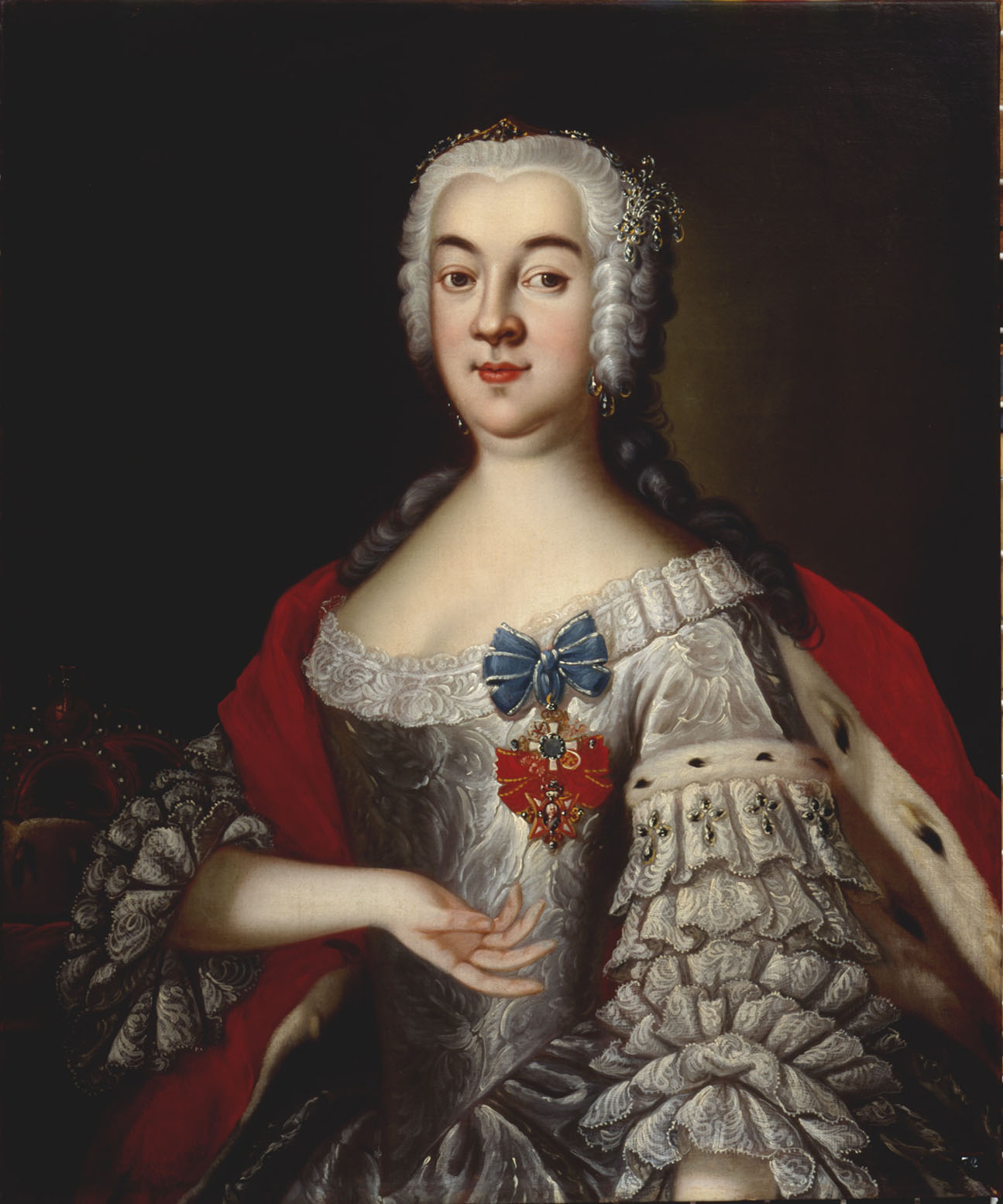

## 家庭
1734年，索菲·夏洛特與恩斯特·奧古斯特一世結婚，兩人共有1子1女：
1. 恩斯特·奧古斯特（1737年—1758年）
2. 恩尼絲汀（1740年—1786年）